# Man in the Rain
„Man in the Rain“ je píseň britského multiinstrumentalisty Mika Oldfielda. Vydána byla jako jeho třicátý osmý singl na podzim 1998 a v britské hitparádě se neumístila.
Singl „Man in the Rain“ pochází z Oldfieldova alba Tubular Bells III, které vyšlo v létě téhož roku. Píseň „Man in the Rain“ napsal Oldfield krátce po známém hitu „Moonlight Shadow“, který vyšel v roce 1983 a kterému se „Man in the Rain“ hudebně velmi podobá. Na instrumentálním albu Tubular Bells III původně neměla tato píseň být. Vydavatelství ale chtělo nějaký potenciální rádiový hit a tak Oldfield vytáhl „ze šuplíku“ právě „Man in the Rain“, kterou nazpívala Cara Dillon.
Název „Man in the Rain“ použil Oldfield také u pracovní verze písně „Heaven's Open“, jejíž demo se zpěvem Barryho Palmera měl přichystáno pro album Islands. Tato píseň ale nakonec vyšla až pod názvem „Heaven's Open“ na stejnojmenném albu.
Na singlu se kromě písně „Man in the Rain“ nachází ještě skladby „Serpent Dream“ a „The Inner Child“ ze stejného alba, které byly nahrány na koncertní premiéře Tubular Bells III 4. září 1998.

## Seznam skladeb
1. „Man in the Rain“ (Oldfield) – 4:01
2. „Serpent Dream (Live)“ (Oldfield) – 3:00
3. „The Inner Child (Live)“ (Oldfield) – 4:43